# 학의대교
학의대교(鶴儀大橋)는 경기도 의왕시의 포일동과 학의동을 잇는 수도권제1순환고속도로 상의 다리이다. 총길이 1,219m에 높이는 46m로 노선 내에서 두 번째 최고 높이 다리이며, 폭은 21.4m(유효폭 21m)에 경간수는 일산 방면이 20, 판교 방면이 21이다. 최대경간장의 경우 양방향 모두 74m이다. 교량의 구조의 경우 상부구조는 강상자형교, 하부구조는 라멘식으로 구성되어 있으며, 설계하중은 DB-24 형식이다.
그 밖으로는 하루 평균 173,785대의 차량 통행으로 국내 최다 교통량 2위로 측정되며, 바람빈도는 중이다. 도중에 학의 분기점이 있어 지방도 제309호선 (봉담과천도시고속화도로)와 교차하며, 분기점 서쪽으로 학의천을 횡단한다.

## 같이 보기
- 학의 분기점
- 안양고가교